# Acmaeodera depressa
Acmaeodera depressa är en skalbaggsart som beskrevs av Barr 1972. Acmaeodera depressa ingår i släktet Acmaeodera och familjen praktbaggar. Inga underarter finns listade i Catalogue of Life.